# Österreichische Badmintonmeisterschaft 1986
Die Österreichische Badmintonmeisterschaft 1986 fand vom 8. bis zum 9. März 1986 statt. Es war die 29. Auflage der Badmintonmeisterschaften von Österreich.

## Medaillengewinner
| Disziplin    | Gold                                | Silber                                 |
| ------------ | ----------------------------------- | -------------------------------------- |
| Herreneinzel | Heinz Fischer                       | Klaus Fischer                          |
| Dameneinzel  | Hertha Obritzhauser                 | Gabriele Kumpfmüller                   |
| Herrendoppel | Heinz Fischer Klaus Fischer         | Alexander Almer Matthias Almer         |
| Damendoppel  | Hertha Obritzhauser Brigitta Wastl  | Hilde Kreulitsch Elisabeth Wieltschnig |
| Mixed        | Alexander Almer Hertha Obritzhauser | Klaus Fischer Sabine Ploner            |